# Molina de Segura
Molina de Segura é um município da Espanha na província e comunidade autónoma da Região de Múrcia. Tem 169,5 km² de área e em 2021 tinha 73 498 habitantes (densidade: 433,6 hab./km²).

## Demografia
| Variação demográfica do município entre 1991 e 2004[carece de fontes?] | Variação demográfica do município entre 1991 e 2004[carece de fontes?] | Variação demográfica do município entre 1991 e 2004[carece de fontes?] | Variação demográfica do município entre 1991 e 2004[carece de fontes?] |
| ---------------------------------------------------------------------- | ---------------------------------------------------------------------- | ---------------------------------------------------------------------- | ---------------------------------------------------------------------- |
| 1991                                                                   | 1996                                                                   | 2001                                                                   | 2004                                                                   |
| 37806                                                                  | 41109                                                                  | 46905                                                                  | 52588                                                                  |